# Glibertiella
Glibertiella is een geslacht van uitgestorven weekdieren uit de klasse van de Gastropoda (slakken).

## Soort
- Glibertiella falunica (Cossmann, 1895) †